# 小行星6221
小行星6221（6221 Ducentesima）是一颗绕太阳运转的小行星，为主小行星带小行星。该小行星于1980年4月13日发现。

## 轨道参数
小行星6221的轨道半长轴为3.1795757 UA，离心率为0.097。